# Адамс, Райан
Дэвид Райан Адамс (англ. David Ryan Adams; род. 5 ноября 1974, Джэксонвилл, Северная Каролина, США) — американский альт-кантри/рок певец, композитор. Был участником группы Whiskeytown, затем покинул её, записав сольный альбом «Heartbreaker». Большую популярность ему принесла песня «New York, New York» с его второго альбома «Gold». Адамс записал пять альбомов сольно и ещё пять — вместе группой The Cardinals, приглашенной в качестве музыкального сопровождения.
Кроме этого, Райан Адамс записал совместные альбомы с Джесси Мэлином, Вилли Нельсоном и внес значительный вклад в запись некоторых альбомов различных исполнителей и групп, таких как Counting Crows, Нора Джонс, America, Минни Драйвер, Cowboy Junkies, Леона Нэсс, а также в 2002 году принял участие в популярном американском ТВ-шоу CMT Crossroads вместе с Элтоном Джоном.
В начале 2009 года Адамс покидает The Cardinals и объявляет о бессрочном музыкальном отпуске. Год спустя, он выпускает не издававшиеся ранее альбомы на лейбле PAX AM.
Адамс пробует себя в роли писателя и в свет выходят два сборника его стихов и коротких рассказов — «Infinity Blues» и «Hello Sunshine».
10 марта 2009 года, в Саванне Райан Адамс женился на певице и актрисе Мэнди Мур

## Ранние годы
Райан Адамс родился 5 ноября 1974 года в Джексонвилле (штат Северная Каролина). В восемь лет он начал писать рассказы и частушки на печатной машинке своей бабушки.

Я начал писать свои краткие рассказы, подражая Эдгару Аллану По. Позднее, уже тинейджером, я фанател от книг Хьюберта Селби, Генри Миллера, Дэна Брауна.
Оригинальный текст (англ.)I started writing short stories when I was really into Edgar Allan Poe. Then later, when I was a teenager, I got really hard into cult fiction: Hubert Selby, Jr., Henry Miller, Dan Brown.

В возрасте 14 лет Адамс начал учиться играть на электрогитаре, специально купленной для него матерью и отчимом, и, спустя некоторое время, присоединился к местной группе «Blank Label». И хотя группа долго не просуществовала, сохранились некоторые записи, длительность которых, в общей сложности, не составляет более 7 минут.
Бросив школу в первую же неделю десятого класса, Адамс уехал из Джексонвилля и направился в съёмный дом своего коллеги по группе Джерри МакУэра.
Приблизительно в это же время он выступал с такими группами, как Ass и The Lazy Stars. Покинув их, он присоединился к The Patty Duke Syndrome и играл в барах и ресторанах.

## Карьера

### Whiskeytown
После распада The Patty Duke Syndrome, Адамс вместе с Кейтлин Кэри, Эриком «Skillet» Гилмором, Стивом Гроссманом и Фил Вандшером основывает группу Whiskeytown. Встал вопрос о стилевых рамках, основном направлении творчества команды. Панк-рок был отвергнут, поскольку, по словам самого Адамса, «его слишком трудно петь». Тогда взгляд музыкантов обратился на альт-кантри, в котором Whiskeytown, по сути, были пионерами. Ориентирами для них служили различные кантри-рок исполнители, в том числе и Грэм Парсонс. После первого (а по большей мере, после второго) полноценного альбома — Faithless Street и Strangers Almanac Whiskeytown завоевали внимание слушателя и доверие критиков. Третий альбом, Pneumonia, был закончен в 1999 году, однако звукозаписывающая компания задержала его выпуск, в результате чего альбом был издан лишь в 2001 году, к тому моменту, когда группа фактически распалась.

### Сольная карьера (2000—2004)
Дебютным в сольной карьере Адамса стал альбом Heartbreaker. В его записи принимали участие Эммилу Харрис, Гиллиан Уэлч, Дэвид Роулингс и другие. Участие сторонних музыкантов придало альбому новое звучание, которое было не похоже на остальное творчество Адамса. Релиз был хорошо принят как музыкальной общественностью и критиками, так и рядовыми слушателями, однако продавался он медленно.
После Heartbreaker выпускает новый альбом — Gold. Он также был хорошо принят, однако поначалу отказался отдавать новые песни на радио или делать клипы, сделав выбор в пользу распространения большего числа копий альбома. В конечном итоге клип всё же был снят на песню «New York, New York». В нём Адамс исполняет песню на фоне нью-йоркских небоскребов, разрушенных в результате теракта 11 сентября. Этот клип часто показывали по MTV и VH1, что привело к росту популярности исполнителя.
После успеха Gold у Адамса возникли проблемы с звукозаписывающей компанией, которая, по никому неизвестным причинам, запретила ему выпускать альбомы. Это был уже не первый конфликт исполнителя и лейбла, поскольку записанный Адамсом альбом «The Suicide Handbook» также отказались издавать, с пометкой «слишком грустно». Помимо этого, к изданию были запрещены «48 Hours», «The Pinkhearts» и «The Swedish Sessions». Однако следующий его альбом — Demolition включал в себя треки со всех этих альбомов и был выпущен в 2002 году. Он встретил гораздо больше замечаний со стороны критиков, чем Gold. В этом же году Адамс пробует себя в роли продюсера, помогая Джесси Мэлину с его первым сольным альбомом The Fine Art of Self Destruction.
В мае 2002 Адамс принял участие в популярном американском ТВ-шоу CMT Crossroads вместе с Элтоном Джоном.
В течение 2002 и 2003 года Адамс работал над новым альбомом Love Is Hell, намереваясь выпустить его в 2003 году. Однако Lost Highway Records считали его коммерчески невыгодным и не желали издавать его, предлагая Адамсу вернуться в студию и доработать его. Через две недели Адамс вернулся на студию с новым материалом (Rock n Roll), в записи которого приняли участие Билли Джо Армстронг, Мелисса Ауф дер Маур и Паркер Поузи.
В конечном итоге между Адамсом и Lost Highway Records было достигнуто соглашение, по которому компания выпускала и Love Is Hell, и Rock n Roll.
Альбом «Love is Hell» включал в себя кавер песни группы Oasis «Wonderwall», которую Адамс ранее исполнял вживую.

Я никак не смог бы улучшить эту песню, это было так же невозможно, как прыгнуть выше своей головы. Однако Райану Адамсу удалось сделать это, подобрав удивительную аранжировку для неё.
Оригинальный текст (англ.)I never got my head round this song until I went to [see] Ryan Adams play and he did an amazing cover of it.
— Ноэл Гэллахер, участник группы Oasis.
За эту песню Адамс получил Грэмми в номинации за «Лучшее сольное вокальное рок-исполнение».
Во время турне в поддержку Love Is Hell в январе 2004 года Адамс сломал левое запястье на концерте в Royal Court Theatre в Ливерпуле. Адамс упал со сцены с высоты шести футов в оркестровую яму, исполняя песню «The Shadowlands». В результате, из-за травмы были перенесены европейские и американские туры.

### The Cardinals (2004—2009)

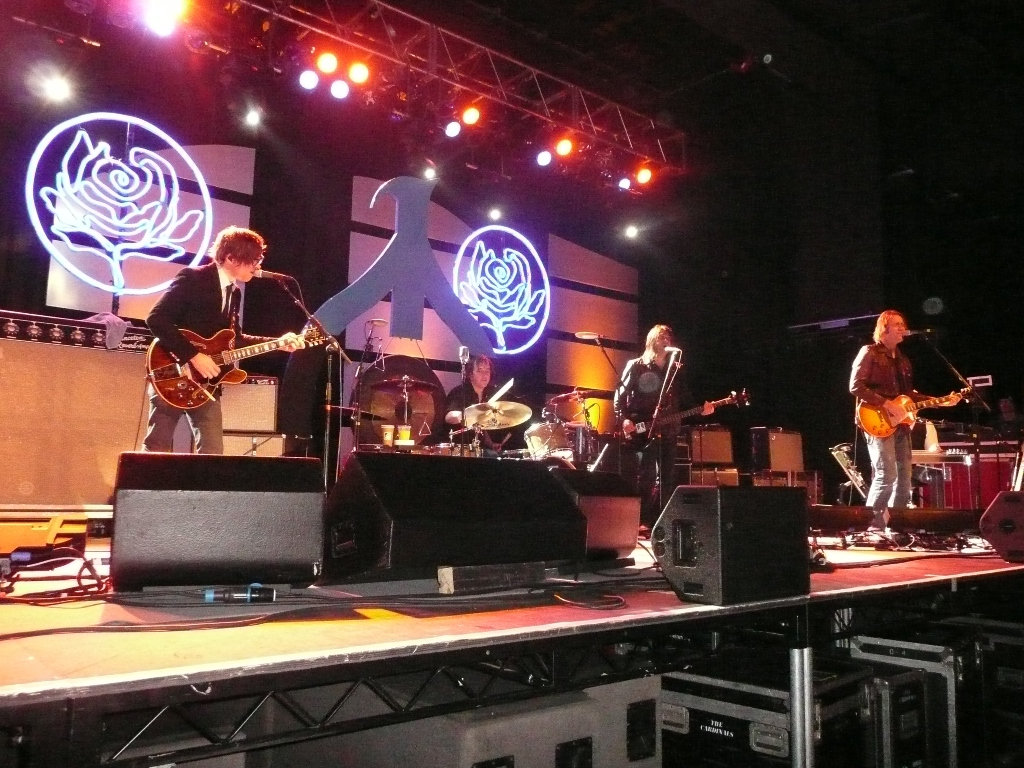
Выступления Адамса вместе с The Cardinals в ноябре 2008

В 2005 году Адамс присоединяется к группе The Cardinals и совместно с ними записывает два альбома — Cold Roses and Jacksonville City Nights. Cold Roses — двойной альбом, в записи которого в качестве бэк-вокала приняла Рэйчел Ямагата. С ней, в частности, были записаны такие песни, как «Let It Ride», «Cold Roses» и «Friends». После релиза двух совместных альбомов с The Cardinals, Адамс выпускает сольный альбом 29.
Ко всему прочему, Адамс записывает три полноценных саундтрека к фильму Элизабеттаун — «Come Pick Me Up», «English Girls Approximately» и «Words».
В начале 2006 года Адамс осуществляет сольный тур по Великобритании, его часто сопровождает Брэд Пембертон (барабанщик The Cardinals). В последний день тура, в Лондоне с ним также выступал Карина Раунд, которая записывала вместе с ним песню «Come Pick Me Up» с его первого сольного альбом-«Heartbreaker». Также присутствовали The Cardinals. Затем Адамс вместе с ними отправляется в турне по Соединенным Штатам, включая выступление на фестивале Lollapalooza в Чикаго. Летом музыканты возвращаются в Великобританию для нового европейского тура.
23 октября 2007 г. Адамс выпустил EP Follow the Lights с тремя новыми песнями: «Follow the Lights», «Blue Hotel» и «My Love for You Is Real».В этом же году Адамс, в соавторстве с австралийской певицей Кристой Пулвер, записал песню для её дебютного альбома Here Be Dragons. Кроме того на этом альбоме он играл на гитаре и фортепиано.
Новый совместный с The Cardinals альбом,Cardinology был выпущен 28 октября 2008 года.
14 января 2009 года Райан Адамс заявил, что он покинет The Cardinals после финального шоу 20 марта 2009 г. в Fox Theatre (Атланта), мотивируя своё решение тем, что теряет слух из-за болезни Меньера, а также тем, что он разочаровался в музыкальной индустрии.

### После The Cardinals (2009)
В апреле 2009 года Райан Адамс неожиданно для всех выпускает три блэк-метал трека под псевдонимом Werewolph, и пять хард-рок композиций — Sleazy Handshake.
В августе 2009 года Адамс стал размещать на фан-сайте свой архив, ведя дискуссии о воссоединении Whiskeytown. Позднее он завёл блог также на AWL. В сентябре он выкладывает в сеть новую песню Happy Birthday и начинает издавать синглы на новом лейбле PAX AM.

### PAX АМ и возвращение в музыку (2010)
В марте 2010 года Адамс записывает новый альбом под названием Orion, который был выпущен на лейбле PAX AM. Его выпустили только на виниле, а продажи шли через интернет-магазин звукозаписывающей компании. Также, согласно странице артиста на Facebook, он закончил подготовку к релизу два неизданных альбомов, Blackhole и Cardinals III/IV.
29 октября 2010 года Адамс дал свой первый после ухода из The Cardinals концерт, организованный на средства Джадда Апатоу.

## Личная жизнь
Адамс и певица Мэнди Мур объявили о помолвке 11 февраля 2009 года, а свадьба состоялась 10 марта 2009 года в Саванне, штат Джорджия. Однако после 6 лет брак распался в январе 2015 года.

## Дискография
- Heartbreaker (2000)
- Gold (2001)
- Demolition (2002)
- Rock N Roll (2003)
- Love Is Hell (2004)
- Cold Roses (с The Cardinals) (2005)
- Jacksonville City Nights (с The Cardinals) (2005)
- 29 (2005)
- Easy Tiger (с The Cardinals, but billed as solo) (2007)
- Cardinology (с The Cardinals) (2008)
- Orion (2010)
- III/IV (с The Cardinals) (2010)
- Ashes & Fire (2011)
- Ryan Adams (2014)
- 1989 (2015)
- Prisoner (2017)